# Championnats du monde juniors de ski alpin 1989
Navigation
Édition précédente Édition suivante
Les Championnats du monde juniors de ski alpin 1989 sont la huitième édition des Championnats du monde juniors de ski alpin. Ils se déroulent du 5 au 8 avril 1989 à Alyeska Resort (en), en Alaska. Les championnats du monde seniors se sont également déroulés aux États-Unis en janvier, à Vail dans le Colorado. L'édition comporte dix épreuves : descente, super G, slalom géant, slalom et combiné dans les catégories féminine et masculine. Les combinés ne sont pas des courses supplémentaires mais la combinaison des résultats des descentes, slaloms géants et slaloms. Avec huit médailles dont quatre titres, les États-Unis sont la nation avec le meilleur bilan, à domicile, devant l'Autriche et la Suisse. Côté performances individuelles, l'Autrichienne Sabine Ginther remporte deux titres, descente et super G, tandis que les sœurs jumelles américaines Kimberly (pl) et Krista Schmidinger (en) réussissent le doublé en slalom géant. Chez les hommes l'Américain Tommy Moe, qui s'entraine habituellement à Alyeska, remporte deux titres également, super G et combiné,.

## Tableau des médailles
| Rang  | Nation               | Or | Argent | Bronze | Total |
| ----- | -------------------- | -- | ------ | ------ | ----- |
| 1     | États-Unis           | 4  | 3      | 1      | 8     |
| 2     | Autriche             | 2  | 1      | 4      | 7     |
| 3     | Suisse               | 1  | 2      | 0      | 3     |
| 4     | Italie               | 1  | 1      | 2      | 4     |
| 5     | Allemagne de l'Ouest | 1  | 1      | 1      | 3     |
| 6     | Canada               | 1  | 0      | 0      | 1     |
| 7     | Yougoslavie          | 0  | 1      | 1      | 2     |
| 8     | Suède                | 0  | 1      | 0      | 1     |
| 9     | Chili                | 0  | 0      | 1      | 1     |
| Total | Total                | 10 | 10     | 10     | 30    |

## Podiums

### Hommes
| Épreuves                  | Or                           | Argent                        | Bronze                             |
| ------------------------- | ---------------------------- | ----------------------------- | ---------------------------------- |
| Descente 5 avril 1989     | Ed Podivinsky Canada         | Daniel Brunner (it) Suisse    | Paulo Oppliger (en) Chili          |
| Super G 6 avril 1989      | Tommy Moe États-Unis         | Alex Mair Italie              | Matej Jovan (sl) Yougoslavie       |
| Slalom géant 7 avril 1989 | Jeremy Nobis (en) États-Unis | Peter Olsson Suède            | Sergio Bergamelli Italie           |
| Slalom 8 avril 1989       | Sergio Bergamelli Italie     | Gregor Grilc (sl) Yougoslavie | Alberto Senigagliesi (it) Italie   |
| Combiné, 8 avril 1989     | Tommy Moe États-Unis         | Daniel Brunner (it) Suisse    | Manfred Kleinlercher (it) Autriche |

### Femmes
| Épreuves                  | Or                                    | Argent                               | Bronze                               |
| ------------------------- | ------------------------------------- | ------------------------------------ | ------------------------------------ |
| Descente 5 avril 1989     | Sabine Ginther Autriche               | Monika Kogler Autriche               | Anja Haas Autriche                   |
| Super G 6 avril 1989      | Sabine Ginther Autriche               | Katja Seizinger Allemagne de l'Ouest | Julie M. J. Parisien États-Unis      |
| Slalom 7 avril 1989       | Gabriela Zingre-Graf (it) Suisse      | Gibson La Fountaine États-Unis       | Manuela Lieb (it) Autriche           |
| Slalom géant 8 avril 1989 | Kimberly Schmidinger (pl) États-Unis  | Krista Schmidinger (en) États-Unis   | Katja Seizinger Allemagne de l'Ouest |
| Combiné, 8 avril 1989     | Edda Mutter (de) Allemagne de l'Ouest | Krista Schmidinger (en) États-Unis   | Anja Haas Autriche                   |